# Dolorian (album)
Dolorian – drugi studyjny album fińskiego zespołu Dolorian. Wydany w 2001 roku.

## Lista utworów
1. "Grey Rain" – 02:44
2. "Blue Unknown" – 07:37
3. "Hidden/Rising" – 08:40
4. "Cold/Colourless" – 09:09
5. "Nails" – 02:26
6. "Numb Lava" – 07:36
7. "Ambiguous Ambivalence" – 01:54
8. "Seclusion" – 09:11
9. "Faces" – 00:56